# Monasterio de Santa Ana del Monte
El monasterio de Santa Ana del Monte data del siglo XVI y se encuentra en el monte o sierra de Santa Ana, a las afueras de la localidad de Jumilla, Región de Murcia (España). Se abrió al culto en el año 1573, encuadrado dentro de la provincia franciscana de San Juan Bautista. Sus moradores son franciscanos de la Orden de Frailes Menores. El monasterio consta de iglesia, con la capilla del Cristo de la Columna, retablo del altar mayor y museo; convento en sí, hospicio y huerto, habiendo existido durante años un noviciado.

## Interior

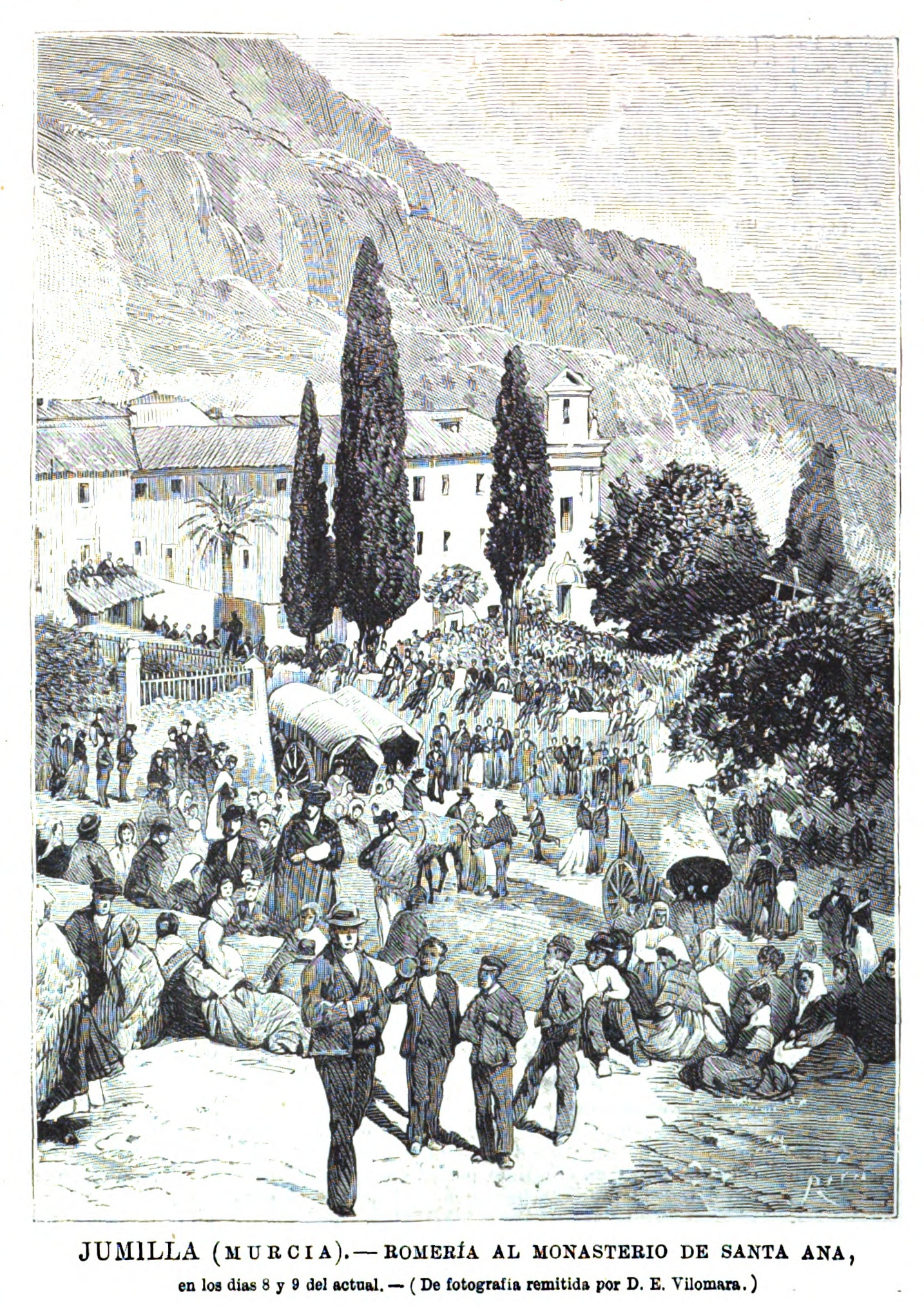
Romería al monasterio en 1880

- La iglesia es de una nave central y otra lateral que es la capilla del Cristo de la Columna, de Francisco Salzillo.[3] El coro está situado sobre la puerta de la entrada y el crucero está separado del resto de la nave por una pequeña reja y un Cristo Crucificado, denominado Cristo de la Reja del siglo XVII, de gran devoción entre la población de Jumilla. El crucero está flanqueado por dos magníficos relicarios del año 1613, que contienen reliquias traídas por el Marqués de Villena, a principios del siglo XVII, desde Italia. El retablo del altar mayor, está presidido por una imagen de Santa Ana, del siglo XV.
- Capilla del Cristo de la Columna. Podemos admirar en ella la talla del Cristo de la Columna, realizada por Salzillo en madera de ciprés. Es una obra muy querida y admirada por los fieles y la única que se traslada fuera del convento en romería.
- Museo. Contiene diferentes obras de arte y numerosas donaciones, muchas de ellas curiosas e interesantes.
- Dentro del huerto se encuentra la ermita de la Santísima Trinidad, de planta circular, con tres puertas, tres ventanas y tres altares, donde se pueden decir tres misas simultáneamente.

## Exterior

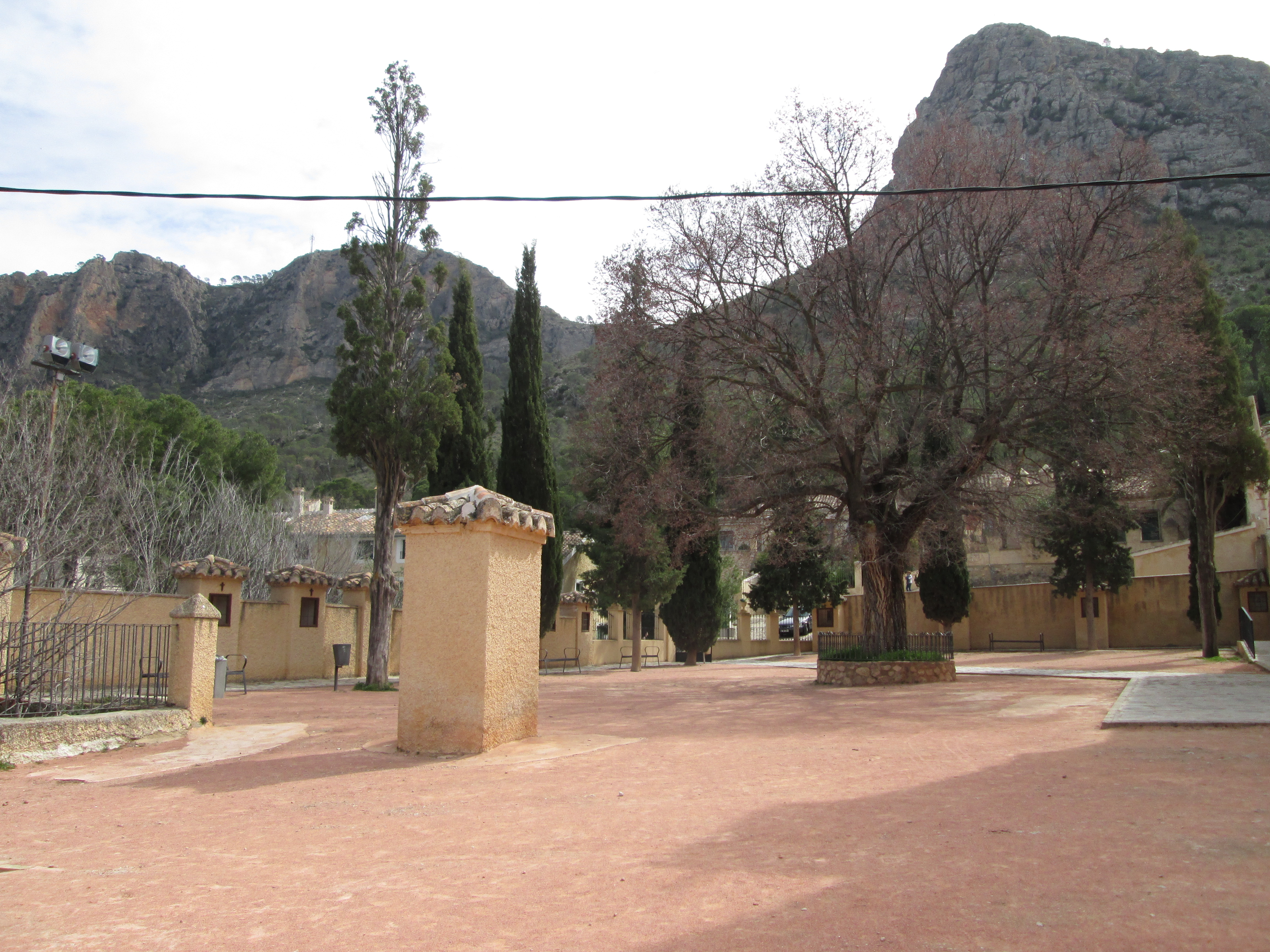
Entrada

En cuanto al exterior, en el cuerpo central de la fachada hay dos torres similares de ladrillo, y en la parte superior hay una imagen de la titular del templo. 
El atrio exterior se encuentra rodeado de los pasos necesarios para rezar un “via crucis”, los cuales están hechos con azulejería valenciana. El monasterio se encuentra cercado, y para acceder a la iglesia se atraviesa un patio con magníficas vistas, árboles y bancos para descansar.